# Euchromius sudanellus
Euchromius sudanellus là một loài bướm đêm trong họ Crambidae.